# Hyakumanto Darani

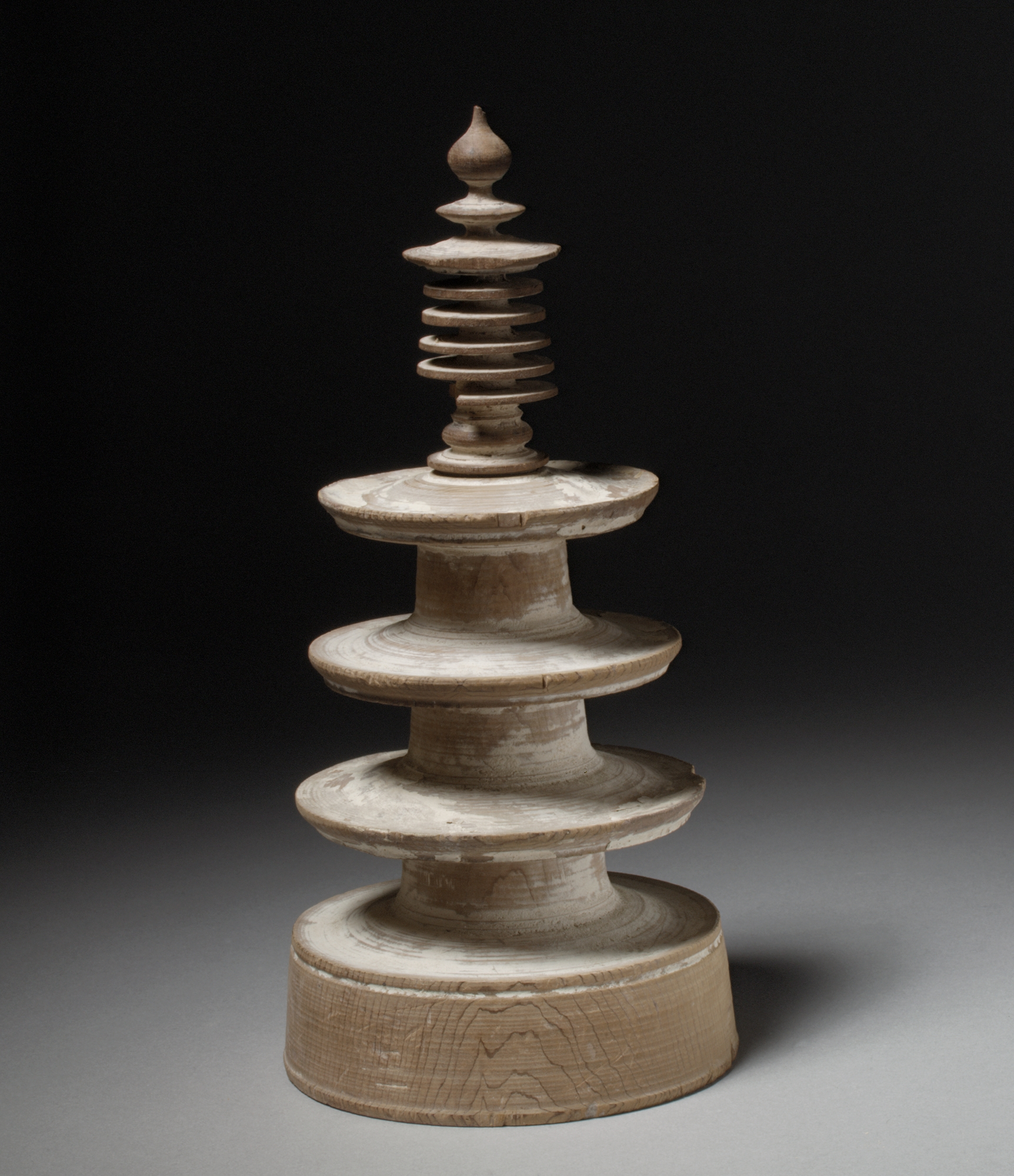
Um Milhão de pagode

O Hyakumanto Darani ( 百万塔陀罗尼), literalmente 'Um Milhão de Pagodes e orações Dharani', é uma famosa publicação impressa no Japão no ano 764,  é considerada o primeiro texto impresso por meios mecânicos naquele pais.
Em 764 a Imperatriz Shotoku (718-770) encomendou um milhão de pequenos pagodes de madeira, cada um contendo um pequeno pergaminho (tipicamente 6 x 45 cm) impresso com um texto budista, o Darani Hyakumanto. Estes foram distribuídos aos templos em todo o país como ação de graças para a supressão da rebelião Emi de 764. Eles são os primeiros exemplares de estampa japonesa (Ukiyo-e) conhecidos ou documentados. Sendo que vários exemplares ainda existem. (ver link abaixo).
A impressão foi concluída por volta de 770 d.C. e custou uma quantidade colossal de dinheiro,  a tecnologia de impressão não se tornou generalizada e a produção e distribuição de livros continuou a depender unicamente de cópias  manuscritas.